# Питигрили
Питигрѝли (на италиански: Pitigrilli), псевдоним на Дѝно Сèгре (на италиански: Dino Segre), е италиански писател и журналист.
Неговите произведения се радват на голям успех в Италия в периода между двете Световни войни. Името му е свързано и с фашистката полиция (OVRA), чийто информатор и доносник е.

## Биография
| „          | „Аз се подигравам на моралистите, поради това че постоянстват в предразсъдъците, в конвенционалните лъжи, в лицемерието.“ | “ |
| Дино Сегре | |   |

### Ранни години
Питигрили е роден на 9 май 1893 г. в град Салуцо, Пиемонт, Кралство Италия в семейството на Давид Сегре – бивш офицер от армията, агент за недвижими имоти, член на богато, но атеистично еврейско семейство, и на Лучия Елена – потомка на католически род аптекари от Пиемонт. При раждането му майка му го кръщава тайно от баща му.
Според самия Сегре произходът на артистичния му псевдоним е свързан с епизод от детството му: един ден той пита майка си на кое животно е козината, от която е подплатено палтото му и тя му отговаря с френския термин „petit -gris“ (букв. „малък сивушко“, народното име на сибирската катеричка). На Сегре се харесва звученето на думата и, италианизирайки я, я прави „Питигрили“ (накратко „Пити“ за приятели).
След като завършва изучаването на класически езици в колеж в град Карманьола, се записва да учи право в Торинския университет.

### Връзка с Гулиелминети и журналистическа кариера
Сегре започва журналистическата си дейност доста млад и се радва на успешна кариера. През 1914 г., на изпита си по литература, като най-добра италианска поетеса той посочва известната тогава поетеса и писателка Амалия Гулиелминети. Слухът стига до 12 г. по-възрастната от него поетеса, която го кани на чай; симпатията ѝ към него е мигновена и тя го кръщава „Русия ефеб“ заради външния му вид и „брат Пити“ заради йезуитската му начетеност, а впоследствие го въвежда в литературните и журналистическите среди. Двамата са стабилна двойка от 1918 до 1920 г., а през 1919 г. той пише биографията ѝ за 7-ия монографичен брой на списание „Модернисима“.
През 1914 – 1915 г. Сегре пише за сатиричния вестник Numero, а след това и за двуседмичното илюстровано торинско списание La Donna.
През 1916 г. завършва право в Торинския университет, но не практикува професията, като предпочита да се посвети на литературата, модерните и древните езици.

През юни 1917 г. публикува първата си новинарска статия в рубриката „Торински свят“ на седмичното списание Il Mondo. Неговият язвителен, противоречив и непочтителен тон веднага се харесва на читателите, както и на писателя и журналиста Тулио Джордана, който го извиква в Рим на работа за либерал-демократичния вестник L'Epoca. В края на 1918 г. той праща Питигрили в Триест, за да пише „олекотяващи" статии от драматичния военен фронт на италианската източна граница. На 24 ноември 1918 г. Питигрили изпраща от Фиуме, тогавашен център на политическото движение на иредентизма, статия-репортаж на име „Фиуме – азиатски град“ (Fiume, città asiatica), чийто непочтителен и антинационалистичен тон предизвиква сензация и подразва държавните власти, които нареждат незабавното изземване на копията на вестника. Въпреки това Питигрили отива в Швейцария и продължава да работи за вестника, като през 1919 г. е пратен в Неапол, а през 1920 г. е чуждестранен кореспондент от Париж.
На 1 юли 1924 г. в Торино Сегре основава списанието „Великите автори“ (Le Grandi Firme), което скоро достига широко разпространение благодарение на сътрудничеството на най-големите представители на тогавашната италианска литература: Корадо Алваро, Грация Деледа, Луиджи Пирандело и много други, както и на най-уважаваните италиански карикатуристи и хумористи, сред които Джачинто Мондаини, Виторио Гуериеро и младият Акиле Кампаниле. Впоследствие той стартира и други успешни периодични издания: ежемесечното комедийно списание „Драма“ (Il dramma) (1925), сп. „Великите новели“ (Le grandi novelle) (1926), на страниците на което атакува безмилостно Гулиелминети, а тя от своя страна му отговаря с конкуретното списание „Съблазни“ (Seduzioni), което основава в отговор, „Игривата Тереза“ (La Vispa Teresa), „Кримен“ (Crimen) – първото италианско периодично издание, изцяло посветено на криминалните разкази, „Живите“ (I vivi) и кратките романи à frisson „Висулките на любовта“. През 1926 г. той преотстъпва списанията на печатницата, която се грижи за отпечатването им. След това поема собствеността върху сп. „Великите автори“ от 1929 до 1937 г., когато я преотстъпва на изд. Мондадори. През април 1938 г. напуска ръководството, като предава кормилото на своя приятел Чезаре Дзаватини. През 1937. списание „Великите автори“ е окончателно затворено от режима на Мусолини.
Отношенията му с Гулиелминети се провлачват до 1927 г., когато връзката им завършва бурно със съдебен процес. През 1928 г. Гулиелминети е замесена в клеветническа кампания срещу него и в подправянето на негови писма, за да бъде той обвинен в антифашизъм. Питигрили е арестуван на 11 януари 1928 г. и е пуснат от затвора на 24 януари, а Гулиелминети е осъдена на 4 месеца затвор, впоследствие смекчени на 2, и през 1931 г. е оправдана поради преходното ѝ генерализирано психично разстройство вследствие на процеса.

### Литературна кариера преди войната и бракове
Освен журналист Сегре е и плодовит писател, най-известният на своето време, автор на изключително успешни романи и разкази както в италиански, така и в международен план. Доста от творбите му са преведени на български език. Те се характеризират с културна безскрулнност, непочтителна ирония, вкус към парадоксалното и интригуващ еротичен хумор, които подхранват (дори повече от произведенията на съвременниците му Марио Мариани и Гуидо да Верона) интереса на модерната публика в търсенето на иновативни духовити реплики и игри на думи.
Първата му публикувана литературна творба е малката стихосбирка „Военните подвизи на Пурило Пурили, скъсан по история“ (Le vicende guerresche di Purillo Purilli bocciato in storia), промоцирана от редакцията на монографичния брой „Номер 97“ през 1915 г.
Докато е кореспондент на списание „Свят“ в Париж през 1920 г., той изпраща 4 доста успешни новели на литературния двуседмичник „Разкажиновели“ (Raccontanovelle), който е разграбен благодарение на тях: „Пречистване“ (Purificazione), „Уиски и сода“ (Whisky e Soda), „Шапката върху леглото“ (Il cappello sul letto) и „Заеквания“ (Balbuzie). Дръзкият му и циничен стил веднага грабва читателите.
Най-известните му и широко разпространени творби от периода 1920 – 1921 г. са „Луксозни бозайници“ (Mammiferi di lusso) – сборник с 11 новели, „Девственият пояс“ (La cintura di castità) – сборник със 7 разказа и „Кокаин“ (Cocaina) – първият му роман; книгата предизвиква скандал, забранена е от Католическата църква, а Питигрили е обект на нападки от ежедневника „Италиански народ“ (Popolo d'Italia), чийто ръководител е Бенито Мусолини.
През 1924 г. Питигрили публикува 2-рия си роман – „18-каратова девственица“ (La Vergine a 18 carati), изпълнен с парадокси, остроумие, блестящи афоризми и отровни определения.
През 1929 г. излиза най-добрият по мнението на критиците роман на Питигрили – „Експериментът на Пот“ (L’esperimento di Pott).
През 1930 г. е публикуван „Вегетарианците на любовта“ (I vegetariani dell'amore) – къс роман и 9 разказа.
От 1930 г. Питигрили започва да пътува дълго време из Европа, отсядайки главно в Париж и връщайки се в Италия за кратко. На 5 декември 1931 г. се жени за Дебора (Рери) Сенигалия (Debora Senigaglia) в италианското консулство в Париж – дъщеря на богат текстилен индустриалец от Торино, практикуваща еврейка, от която на следващата година му се ражда син Джани, който става писател на френски език. През 1934 г. той ѝ съобщава, че не е подходящ за неин съпруг.
През 1936 г. излиза „Русата с продълговат черап“ (Dolicocefala bionda), на бълг. „Русата Венера“, която не достига нивото на продажби на предходните му бестселъри поради изстрадалата във войната в Абисиния Италия.
През същата година, все още официално женен за Рири по италианското законодателство, писателят се жени с гражданска церемония за Лина Фурлан (Lina Furlan) от Торино – първата адвокатка по наказателни дела в Италия, с която остава до смъртта си. През 1943 г. на двамата им се ражда син на име Пиер Мария Фурлан, накратко Пим (от 2018 г. Пиер Мария Фурлан Питигрили), който става известен психиатър.
През юни 1940 г. Питигрили рискува като евреин да бъде интерниран в Л'Акуила, но намесата на дъщерята на Мусолини – Едвидже предотвратява това. След нацистката окупация на Италия на 8 септември 1943 г. той и семейството му бягат в Швейцария. Дон Пиеро Фоли – енорийски свещеник на Волдомино (днешна местност на община Луино) им помага да прекосят границата между Думенца и Астано. Питигрили остава в Лозана до 1947 г.

### След Втората световна война
В непосредствените следвоенни години популярността му намалява радикално поради разкритията за ролята му на доносник на OVRA (тайната политическа полиция на фашисткия режим), която му спечелва презрението на обществеността. На 14 септември 1945 г. Питигрили е публично заклеймен в книгата „Спомени на един бивш политически затворник от 1935 – 1944 г.“ (Ricordi di un ex detenuto politico, 1935 – 1944) на проф. Микеле Джуя – един от жертвите на OVRA. В първия списък с 620 секретни информатори на OVRA, публикуван в Официален вестник на 2 юли 1946 г. името Дино Сегре (също и SOS, Питигрили, Пити, Пиндаро, Пили, Перикле) фигурира с възнаграждение от 5000 лири на месец, доста голяма за времето си сума. В есето на Умберто Еко със заглавие „Човекът, който накара майка му да се изчерви“ (L’uomo che fece arrossire la mamma) авторът подчертава как в преценката за Питигрили отрицателното влияние на неговата политическа афера и човешка история е толкова голяма, че засенчва, поставяйки на заден план, безспорната оригиналност и валидност на литературното му творчество.
От голямо значение според самия Питигрили е закъснялото му сближаване с католическата вяра, за което свидетелстват книгите „Мойсей и кавалер Леви“ (Mosè e il cavalier Levi). „Чудното приключение“ (La meravigliosa avventura) и „Басейнът на Силое“ (La Piscina di Siloe), публикувани през 1948 г. В тях той проследява етапите на собствения си културен път и разказва как стъпка стъпка по стъпка, започвайки от атеизма и безразличието, чрез различни свои преживявания в духовната област той достига повратна точка в живота си и в собствените си убеждения, които го карат да се обърне към католическата вяра.
В края на 1947 г. Комисията за проверка на доверениците на фашисткия режим определя вината му за неопровержима, което кара Питигрили да се премести в Буенос Айрес, Аржентина на 17 февруари 1948 г. Той забранява на известното италианско издателство Сондзоньо да преиздава бестселърите му. През 10-те години, прекарани там, Питигрили пише в рубриката „Сладки чушки“ на популярния ежедневник Lа Razon и публикува доста книги, които обаче нямат ескпресивността на по-старите му произведения.
Връщайки се в Европа през 1955 г., той се установява в Париж, контактувайки със Сартр, Кокто и дьо Бовоар. Пише за три италиански католически вестника: La Rocca, La casa и Il Messaggero di Sant’Antonio.
През 1960-те год. публикува 9 сборници с разкази, които обаче не му носят предходната слава.
Въпреки че живее в Париж, Питигрили се връща от време на време в Торино, за да вижда семейството си (синът му Пим учи в Торинския университет). Именно там, в дома си, той умира на 8 май 1975 г., ден преди 82-рия си рожден ден.

### Сътрудничество с OVRA
В допълнение към значимите си литературни произведения Питигрили е известен с това, че през 1930 г. става член на OVRA – тайната полиция на фашистка Италия.
Неговите шпионажи и доноси водят до арестуването, предимно в Торино, на много антифашисти, принадлежали към движението „Справедливост и свобода“ (Giustizia e Libertà). През март 1934 г. Питигрили причинява арестуването и хвърлянето в затвора на Сион Сегре Амар, Леоне Гинзбург, Джузепе Леви, Джино Леви Мартиноли, Карло Леви и брат му Рикардо, Карло Муса Ивалди, Барбара Аласон и седем други антифашисти.
На 15 май 1935 г., вследствие на декларациите на Питигрили за редакцията на списание „Култура“ (La Cultura), която е „намагнетизирана игла, привличаща всички железни стърготини на антифашизма в Торино“, в къщата на Джоеле Солари са арестувани още членове на движението и на редакцията на списанието, сред които Виторио Фоа, Чезаре Павезе, Леоне Гинзбург, Франко Антоничели, Карло Леви, Масимо Мила, Микеле Джуа, Виндиче Кавалера, Джулио Ейнауди, Аугусто Монти и Пиеро Мартинети.
Дъщерите на Виторио Фоа, интервюирани за италианския телевизионен канал Rai Storia от журналиста Паоло Миели, обвиняват Питигрили, че е член на OVRA. През юни 2016 г. в интервю, излъчено по телевизиония канал RAI 1, синът на Питигрили Пиер Мария Фурлан вместо това заявява, че участието на баща му в OVRA е резултат от измислицата на радиопрограма „Радио Бари“. Става въпрос за съобщение, излъчено от радиостанцията през 1943 г. и подхванато от Италиански вестник (Giornale d'Italia) през януари 1944 г., което има резонанс преди всичко след Освобождението на Италия, и което предупреждава да се обърне внимание на Питигрили – „порнографски писател“ и „информатор, който вече е предал 50 души на фашистките власти". През юли 1946 г. сред имената на сътрудниците на OVRA, публикувани в Официален вестник (Gazzetta Ufficiale), фигурира и името на Дино Сегре – информатор номер 373. Питигрили обжалва, но отговорната комисия постановява, че вината му е доказана „неопровержимо“. Всъщност докладите, които Сегре е изпращал на OVRA за известни представители на антифашизма в Торино, са запазени и предадени.

## Творби
- Il Natale di Lucillo e Saturnino, Milano, Sonzogno, 1915
- Le vicende guerresche di Purillo Purilli bocciato in storia, Torino, Lattes, 1915
- Teofilo Barla e il canto detto 'La bandiera dei tre colori', Torino, Gustavo Gori, 1917
- Amalia Guglielminetti, Milano, Modernissima,[27] 1919
- La balbuzie; Whisky e soda; Purificazione; Il cappello sul letto, Milano, Vitagliano, 1920[28]
- Mammiferi di lusso, Milano, Sonzogno, 1920
- Ingannami bene, Milano, Casa Editrice Italia, 1920
- La cintura di castità, Milano, Sonzogno, 1921, Девственият пояс, София: Д. Маджаров, [1938]
- Cocaina, Milano, Sonzogno, 1921, Кокаин, София: Д. Маджаров, [1939]
- Oltraggio al pudore, Milano, Sonzogno, 1922
- La Vergine a 18 carati, Milano, Sonzogno, 1924, 18-каратова девственица, София: Д. Маджаров, [1939, 1940], София АнКо 1991
- Pitigrilli in tribunale col pittore Adolfo Magrini, il dott. Aristide Raimondi ed altri, imputati di oltraggio al pudore a mezzo della stampa, Napoli, Rocco, 1926
- L'esperimento di Pott, Milano, Sonzogno, 1929
- I vegetariani dell'amore, Milano, Sonzogno, 1931, Вегетарианци в любовта, София: Д. Маджаров, [1938, 1939, 1940]
- Dolicocefala bionda, Milano, Sonzogno, 1936, Русата Венера, [София]: Д. Маджаров, [1939]
- Le amanti; La decadenza del paradosso, Torino, Edit. Associati-Tip. Salussolia, 1938
- La meravigliosa avventura, Milano, Sonzogno, 1948
- La piscina di Siloe, Milano, Sonzogno, 1948
- Il farmacista a cavallo, Milano, Sonzogno, 1948
- Saturno, Milano, Sonzogno, 1948
- Mosè e il cavalier Levi, Milano, Sonzogno, 1948
- Lezioni d'amore, Milano, Sonzogno, 1948
- Confidenze (conferenza), Monza, Tipografia sociale, 1949
- Pitigrilli parla di Pitigrilli, Milano, Sonzogno, 1949
- Apollinaria. Poemetto. Seguito da cinque novelle, Milano, Sonzogno, 1950
- L'ombelico di Adamo, Milano, Sonzogno, 1951
- Peperoni dolci, Milano, Sonzogno, 1951[29]
- Il sesso degli angioli, Milano, Sonzogno, 1952
- Dizionario antiballistico, Milano, Sonzogno, 1953
- La moglie di Putifarre, Milano, Sonzogno, 1953
- Gusto per il mistero, Milano, Sonzogno, 1954
- Come quando fuori piove, Milano, Sonzogno, 1954
- La danza degli scimpanzé, Milano, Sonzogno, 1955
- L'«affaire Susanna» (Short stories e storie in shorts), Milano, Sonzogno, 1955
- L'amore ha i giorni contati, Milano, Sonzogno, 1956
- Il pollo non si mangia con le mani. Galateo moderno, Milano, Sonzogno, 1957
- I figli deformano il ventre, Milano, Sonzogno, 1957
- L'amore con la O maiuscola, Milano, Sonzogno, 1958
- La Maledizione, Napoli, Rocco, 1958
- Sacrosanto diritto di fregarsene, Milano, Sonzogno, 1959
- Amore a prezzo fesso (Short stories e storie in short), Milano, Sonzogno, 1963
- I pubblicani e le meretrici, Milano, Sonzogno, 1963
- Lo specchio e l'enimma, Padova, Edizioni del Messaggero di Sant'Antonio, 1964[30]
- I Kukukuku, Milano, Sonzogno, 1964
- Odor di femmina, Milano, Sonzogno, 1964
- Il dito nel ventilatore, Milano, Sonzogno, 1965
- La donna di 30, 40, 50, 60 anni (Una croce sull'età), Milano, Sonzogno, 1967
- La bella e i curculionidi, Milano, Sonzogno, 1967
- Queste, coteste e quelle, Milano, Sonzogno, 1968
- Amori express, Milano, Sonzogno, 1970
- Sette delitti, Milano, Sonzogno, 1971
- Nostra signora di miss tiff, Napoli, Marotta, 1974
- Седемте смъртни гряха на калугера, София: печ. Рила, 1932
- Човекът, който търси любов, София: Д. Маджаров, 1936, 1940
- Ивета преподава уроци по французки, [София]: Д. Маджаров, [1938]; също и Ивета преподава уроци по френски, София: Д. Маджаров, 1941
- Разкошната самка, [София]: Д. Маджаров, [1938, 1940], София: R, 1991
- Женомразецът, София: Книго-Лотос, [1940].